# John Ecclin
John Ecclin, també Echlin, fou un compositor anglès, de principis del segle xvii, autor d'una cantata escrita sobre un text de Jonathan Swift, en la qual s'hi ridiculitza l'estil dels compositors de l'època.